# Delahaye
Pour l’article ayant un titre homophone, voir Delahais.
Pour les articles homonymes, voir Delahaye (homonymie).

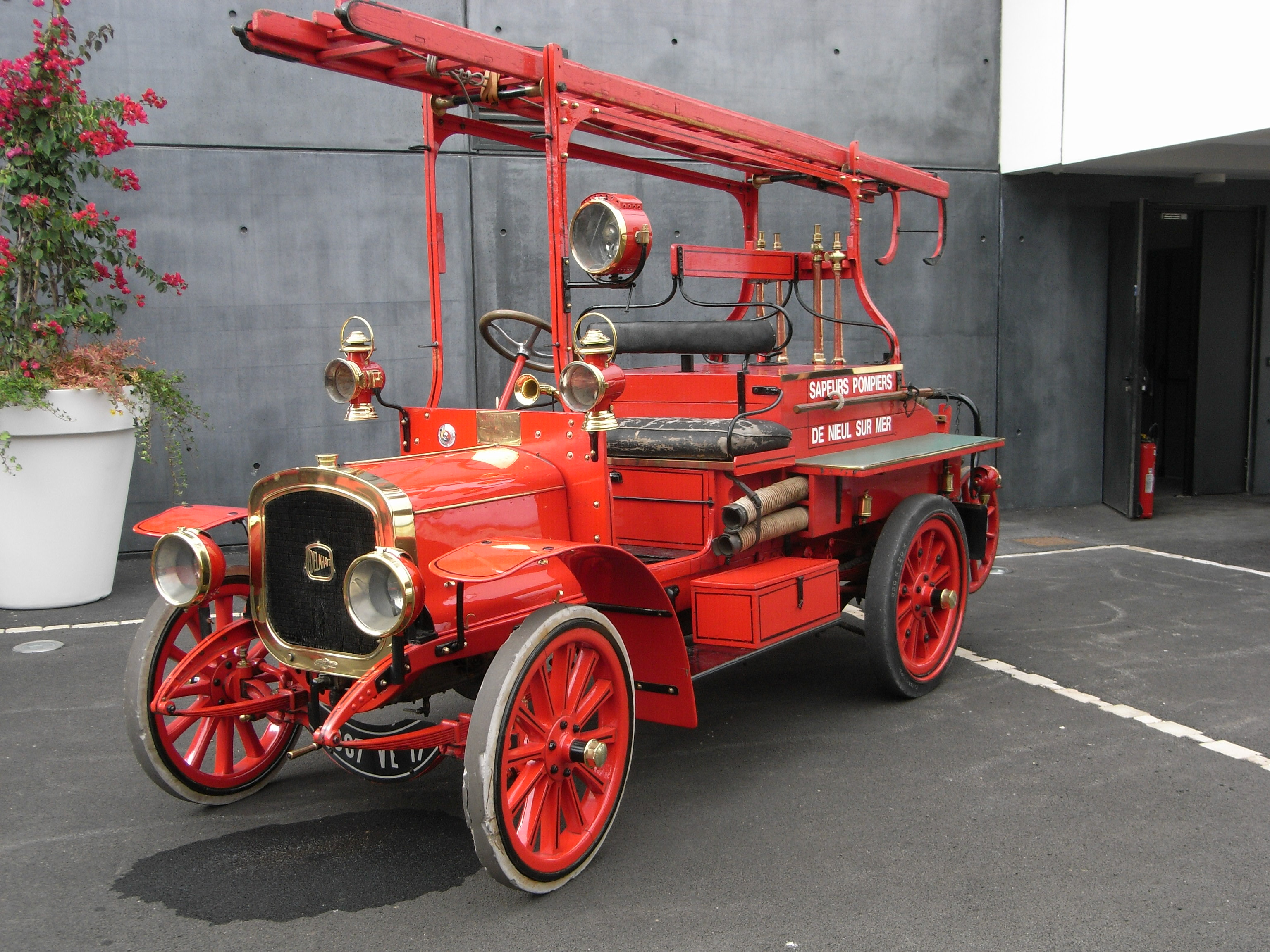
Autopompe Delahaye-Farcot type 32.

Delahaye était un constructeur français d'automobiles de luxe, de poids lourds et de véhicules d'incendie, pionnier de l'automobile depuis 1895.
La firme reprit Delage en 1935 puis disparut en 1954 rachetée par Hotchkiss.
Son modèle le plus célèbre était le type 135, très remarqué dans les concours d'élégance et remportant aussi bien le rallye de Monte-Carlo que les 24 Heures du Mans durant les années 1930.

## Histoire

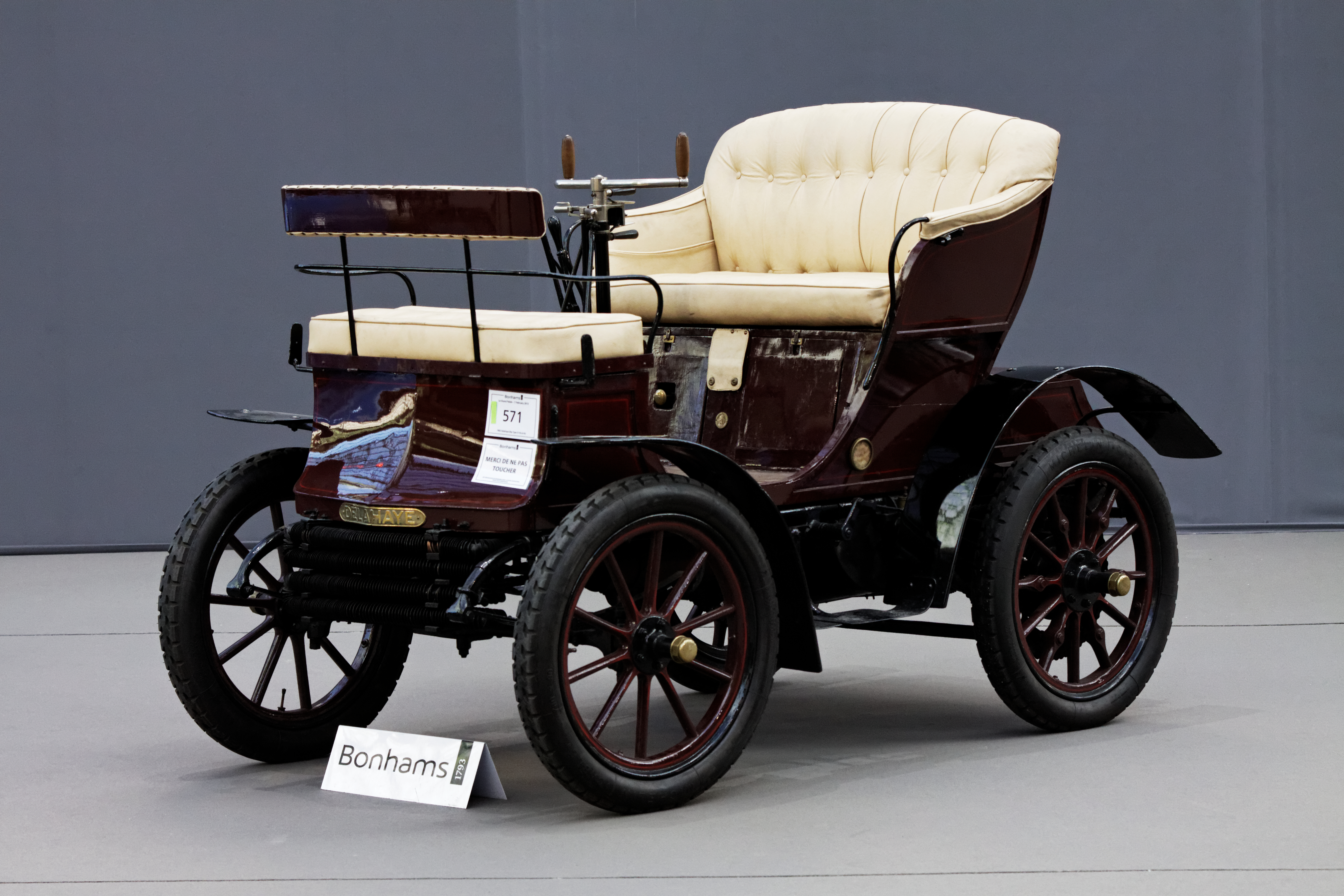
Delahaye 6HP Type O Vis-à-Vis de 1902.

Si la marque automobile Delahaye est née en 1894 à Tours dans la ville natale de son créateur, la société du même nom existe depuis 1879. En effet, Émile Delahaye, le créateur de la marque né en 1843 et ingénieur des Arts et Métiers, rachète en 1879 l'entreprise de Julien Bréton spécialisée dans la construction de machines pour le moulage et la production de briques. Mais très vite, l'orientation vers la fabrication de moteurs et de pompes va être prise, avant finalement de prendre la direction de l'automobile. Grand ingénieur et homme curieux, il entreprend et crée en 1888 un moteur à combustion interne pour les bateaux. Il décide alors deux ans plus tard de l'appliquer à l'automobile alors naissante.
Et en 1894, lors du premier salon automobile se tenant à Paris, Delahaye dévoile sa première voiture : la type 1, première automobile à recevoir l'allumage électrique commandé. Elle est dotée d'un moteur arrière entraîné par courroie, dont la puissance alors avoisine le cheval vapeur. Cette auto est entièrement conçue et fabriquée par Delahaye, comme toutes les autos qui suivront. Émile Delahaye choisit comme publicité et comme moyen marketing, afin que l'on reconnaisse à leur juste valeur ses voitures, d'engager ses voitures dans des courses réputées. Et il participa également à des courses automobiles dès la fin du XIXe siècle, notamment avec Ernest Archdeacon en 1896, dans la course Paris-Marseille, au volant d'une de ses autos. Rapidement, les résultats portent leurs fruits (dont l'une des plus grandes qualités est une solidité extrême, qui suivra la marque tout au long de son existence) et l'un des tout premiers clients sera la duchesse d'Uzès. Mais croulant sous les demandes, sa petite usine de 75 personnes ne peut toutes les satisfaire et sa santé diminuée complique les choses. Est alors décidé en 1897 de s'associer avec Morane et Desmarais, possédant une entreprise mécanique à Paris. 
En 1898, Paul Desmarais et Georges Morane (10 août 1874 - octobre 1938, président du conseil d'administration, chevalier de la Légion d'honneur, et trésorier de la Chambre syndicale des constructeurs d'automobiles) portent sur les fonts baptismaux la société des automobiles Delahaye, situé au n°10 rue du Banquier et n°11 rue Pirandello dans le 13e arrondissement de Paris (1898-1954). À partir de 1898, la gamme s'échelonne à travers le monocylindre de 1,4 ch et les bicylindres de 4,5 et 6 ch. 
La marque construisit aussi des camions en s'inspirant d'un modèle de Daimler, avec un moteur de 2 cylindres monté à l'arrière et une transmission à courroies et engrenages.

Camion Delahaye 20CV en 1910.

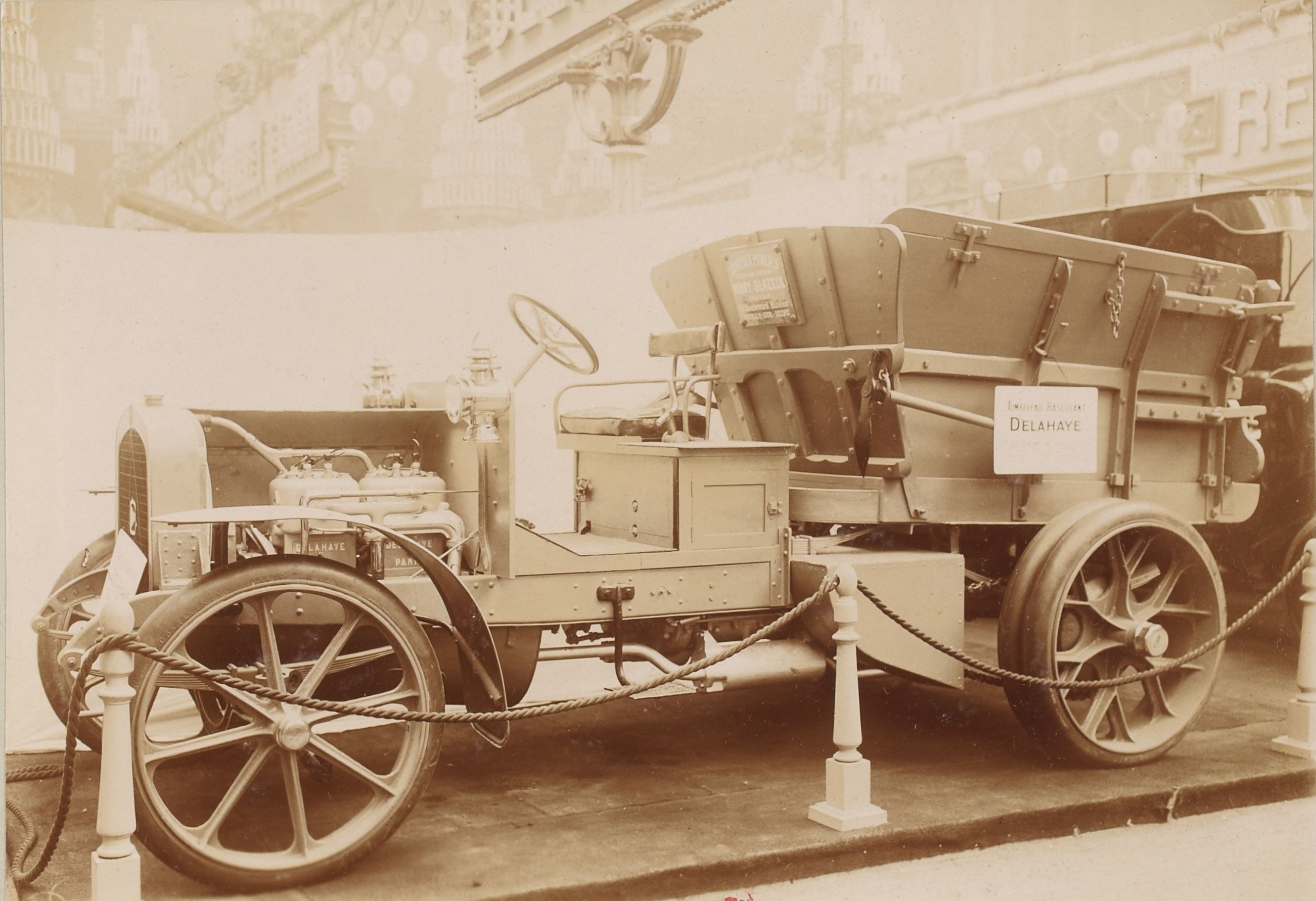
Tombereau basculant Delahaye (1910-1914).

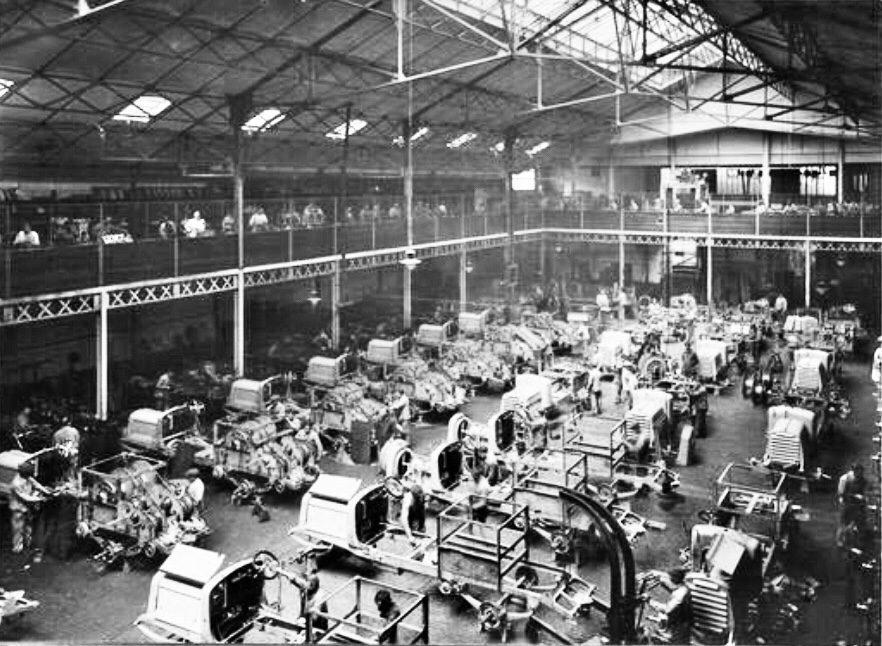
Delahaye Type 64(1914-1916) En octobre 1914, l'armée française a commandé 88 véhicules de type 64 auprès de Delahaye. Les véhicules, qui étaient nécessaires de toute urgence pendant la Première Guerre mondiale, avaient un empattement de 3125 mm et une charge utile de 1,35 t. Le pneumatique avait une taille de 820 x 120. La livraison des véhicules a eu lieu de fin 1914 à 1916. La photographie a été prise vers la fin de 1915.

1901 est l'année où Émile Delahaye quitte les rênes de l'entreprise qu'il a créée. Sa santé fragile l'ayant beaucoup amoindri, désormais ses deux associés sont seuls chefs de l'entreprise. Les moteurs à 4 cylindres font leur apparition chez Delahaye. La 10B a droit à deux 2,2 L de 9 et 12 ch mais le haut de gamme de la marque, arrive à tirer 28 ch d'un 4,9 L. La marque dispose donc, dès 1904, pas moins de 2 bicylindres et trois 4 cylindres, dont le plus huppé est un 8 L. 
L'activité de compétition automobile sera suspendue deux ans avant la mort du fondateur, en 1905. Cette année-là, la transmission à cardan apparaît au Salon de Paris sur des voitures de série. Très vite, les modèles se succédèrent et s'élevèrent en luxe et en puissance. La vente vers l'exportation débute et, en Allemagne, des Delahaye sont vendues sous la marque Presto dès 1907, tandis qu'aux États-Unis, les modèles 20 et 30 ch le sont par White. Auparavant, le modèle 32, 12/16 ch avait été équipé d'un bloc-moteur avec soupapes latérales. En 1911 apparaît le modèle 44, équipé d'un V6 et d'une boîte quatre vitesses.
Dès 1906, la marque produisit une pompe à incendie montée sur un camion, qui pouvait transporter quinze pompiers vers les lieux d'interventions. En 1909, Delahaye introduisit le type 36, un camion de 3,5 tonnes de charge utile avec un moteur de 24 CV. En 1913, la marque aligne les types 59, 60, 62 et 63, avec des charges utiles comprises entre 2,5 et 3 tonnes. 
La Première Guerre mondiale et l'immédiat après-guerre orienteront la production vers les camions, les machines agricoles, les pompes à incendie, les canots automobiles de compétition et les moteurs pour l'industrie lourde. Le type 59 est le camion qui s'illustrera en 1916 en ravitaillant l'armée dans la bataille de Verdun.

## L'entre-deux-guerres

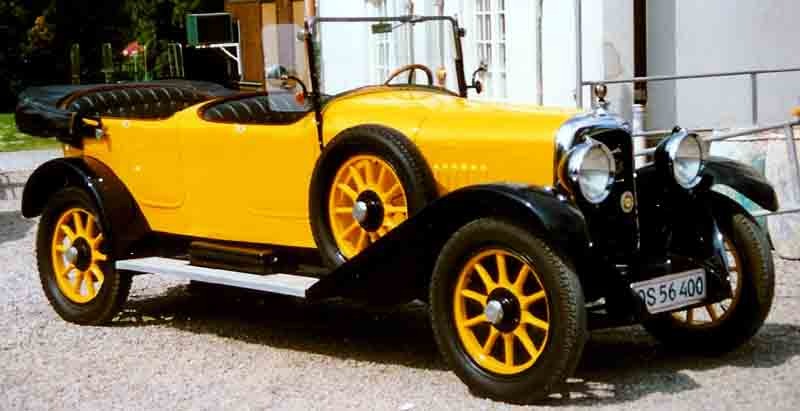
Delahaye type 87 torpédo 1925.

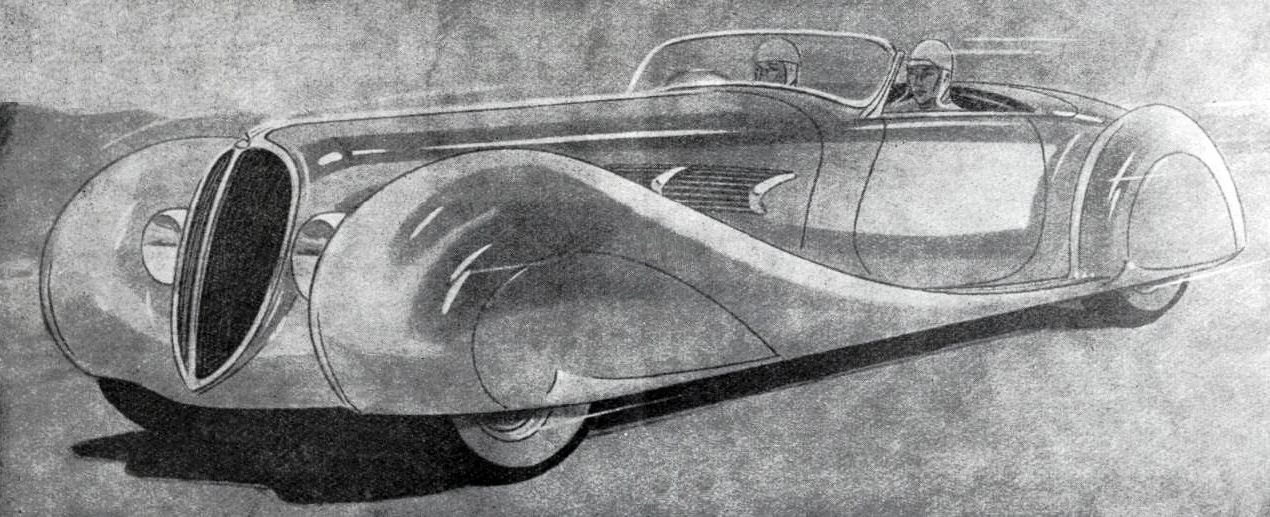
Publicité de mars 1939.

La paix revenue, aux côtés d'une 15 CV et d'une 18 CV, la marque présente et vend à une clientèle aisée la 10 CV type 87, remplacée début 1927 par la type 107 à soupapes en tête. En 1926, Delahaye présente une nouvelle pompe incendie, d'une capacité de 1 800 litres par minute, avec enrouleurs de tuyaux amovibles montée à l'arrière d'un camion.
Pour résister à la concurrence française - (Citroën et Renault) - et à la surproduction générale, une entente est constituée de 1927 à 1931 avec Chenard et Walcker et Rosengart, le Consortium des grands constructeurs. Ainsi, chaque partenaire va fabriquer des modèles communs vendus par les trois firmes. De cette association naissent les six-cylindres 2,5 et 2,9 litres de 1928.
En 1929, le radiateur en V est remplacé par un radiateur à ailettes de type américain. En 1930, sont lancées deux nouvelles quatre-cylindres et une grosse six-cylindres : le modèle 126, qui marque le renouveau de la marque.   
Au Salon de Paris 1931, la marque se relance, grâce à un robuste et performant moteur 6 cylindres en ligne type 103. Il existe une version pour camion, pour lesquels il est aussi prévu un premier moteur diesel de 10 litres à injection directe construit sous licence Fiat.

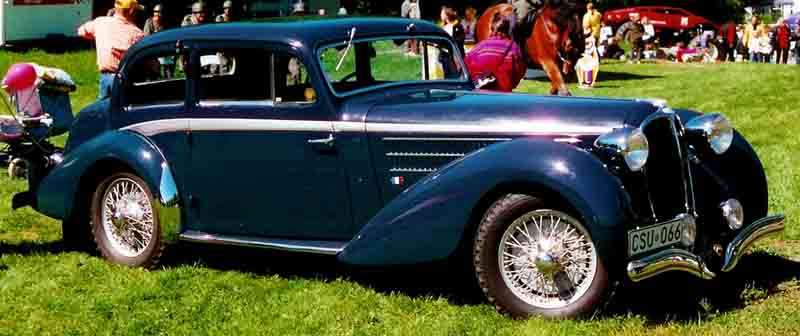
Delahaye coach type 135 M par le carrossier Guilloré, 1939.

Après un premier investissement au capital de Chaigneau-Brasier en 1930, Delahaye rachète en 1933 ce qui reste des usines d'Ivry de cette firme qui avait eu ses heures de gloire avant la Grande guerre, pour y produire ses camions et ses véhicules tout-terrain.  C'est à partir de cette année là que, tout en conservant la fabrication secondaire de camions et de matériels incendie, la marque s'oriente plus ouvertement vers le luxe et le prestige, sous l'impulsion de la famille Morane alors détentrice de la société. La participation aux grandes compétitions automobiles devient une obligation.
En 1934, sortent la Super 12 de 2150 cm3 et la 18 CV Super-Luxe, toutes deux dotées d'une suspension avant indépendante chose encore très rare à cette époque.
En juillet 1935, Delage, fort réputé, est repris à son tour par Delahaye qui poursuit sa politique tournée vers le prestige. À l'automne 1935, la marque lance son modèle le plus célèbre, la type 135 alliant le luxe et les performances, version surbaissée et améliorée de la Super-Luxe type 138 à roues avant indépendantes, présentée au Salon 1933. La type 135 remporte les 24 Heures du Mans et le Rallye Monte Carlo. Son moteur 6 cylindres est ensuite abaissé à 105 chevaux pour le type 148, version « tourisme » du type 135. La société produit également un moteur quatre-cylindres 2,2 litres, à soupapes en tête qu'elle vend à Amilcar pour son modèle Pégase. 
À partir du printemps 1937, les corps de sapeurs-pompiers utiliseront le camion type 119 équipé d'une grande échelle Magirus pendant plusieurs décennies.
En 1937, Delahaye lance la type 145, dotée d'un moteur V12 de 4,5 litres avec une boîte de vitesses Cotal et un essieu arrière De Dion ; elle atteint 265 km/h avec ses 238 ch. Elle remporte l'épreuve de Million avec René Dreyfus. Fin août, Delahaye s'adjuge le record de vitesse à 146,5 km/h de moyenne sur 200 km avec la type 145. La type 165 V12 en est issue. Cette voiture, dessinée par Figoni & Falaschi, fait sensation au Salon de Paris de 1938 avec sa couleur rouge vif, l'accentuation de ses lignes très aérodynamiques, par une profusion de chromes, son pare-brise escamotable dans le tablier et le carénage de ses roues avant.

## L'après-guerre
Pendant la Seconde Guerre mondiale en avril 1941, le Comité d'organisation de l'auto (COA) obligera les constructeurs Bernard, Delahaye, Laffly, Simca et Unic à se regrouper au sein de la GFA Générale Française Automobile. « Concentration d'entreprise, réduction de la gamme, choix de la grande série, il est clair qu'en 1942, le gouvernement de  Vichy imagine de moderniser l'industrie automobile française pour la rendre plus compétitive, et ainsi mieux l'intégrer dans une plus vaste entité largement dominée par l'Allemagne ». Les initiales GFA figurent sur les emblèmes de radiateur de toutes les voitures d'après-guerre, même après la disparition de ce groupe en 1952. 
Début 1946, un camion de 5 tonnes de charge utile à cabine avancée sera lancé. Le type 163 existera avec un moteur diesel Panhard et ne sera pas remplacé après 1954. Côté voitures, la production des types 134, 135 et 148 reprendra mais avec des moteurs plus puissants cette fois. L'avenir est plutôt morose pour les marques de voitures de luxe en ce lendemain de guerre, où reconstruction et économie sont les maîtres mots. Mais Delahaye, grâce à sa gamme de camions et d'utilitaires et sa gamme de matériel incendie, survit. Delahaye se rapprochera des frères Seynave, pour créer Delsey, le fabricant de bagages (le deuxième mondial en 2005).

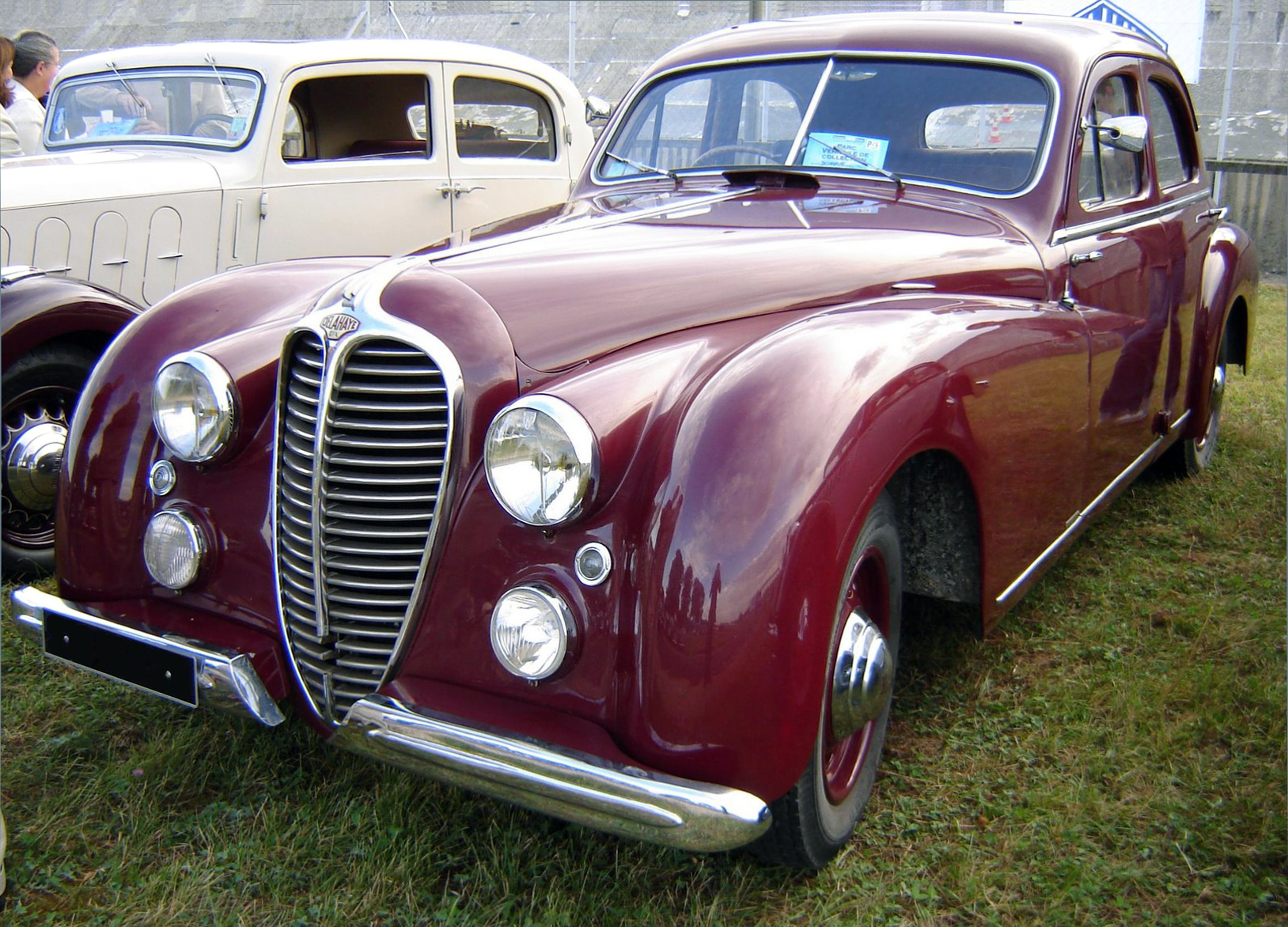
Delahaye berline type 148 L carrossée par Letourneur & Marchand, 1949.

Au Salon 1947, la nouvelle type 175 bénéficiera d'un moteur de 4,5 litres, d'un essieu arrière De Dion et de freins hydrauliques. Mais la période ne fut pas favorable à la vente de voitures de luxe, de plus pour Delahaye le châssis est dépassé, et la 175 est impossible à mettre au point. Ce fut un échec ruineux. Elle est toutefois victorieuse au Grand Prix de l'Automobile Club de France à Compiègne en 1949 et un coach type 175 S remportera le rallye de Monte-Carlo en 1951.
Début 1950, un pick-up type colonial est lancé, équipé du moteur 6 cylindres, type 103 de 80 ch SAE. Le type 171 existera en pick-up étroit puis en pick-up large (Salon 1950), présenté en cabine plateau, fourgon, break, ambulance et châssis-cabine jusqu'en 1954.
À partir de 1951, le 4x4 VLR (Véhicule léger de reconnaissance) à la technique sophistiquée (moteur en alliage léger et quatre roues indépendantes) sera livré à l'armée française. Celle-ci préféra finalement la Jeep américaine plus simple et assemblée sous licence par Hotchkiss. Au Salon apparaît le type 235 de 3,5 litres basé sur un châssis du type 135 modernisé. Il sera produit à 84 exemplaires, dont beaucoup seront carrossés par Henri Chapron. Le succès fut de courte durée et ce malgré le record qu'établira une 235 lors de la traversée du continent africain du Cap à Alger en 1953.
Delahaye disparaît quand la marque sera absorbée par Hotchkiss le 29 juillet 1954.

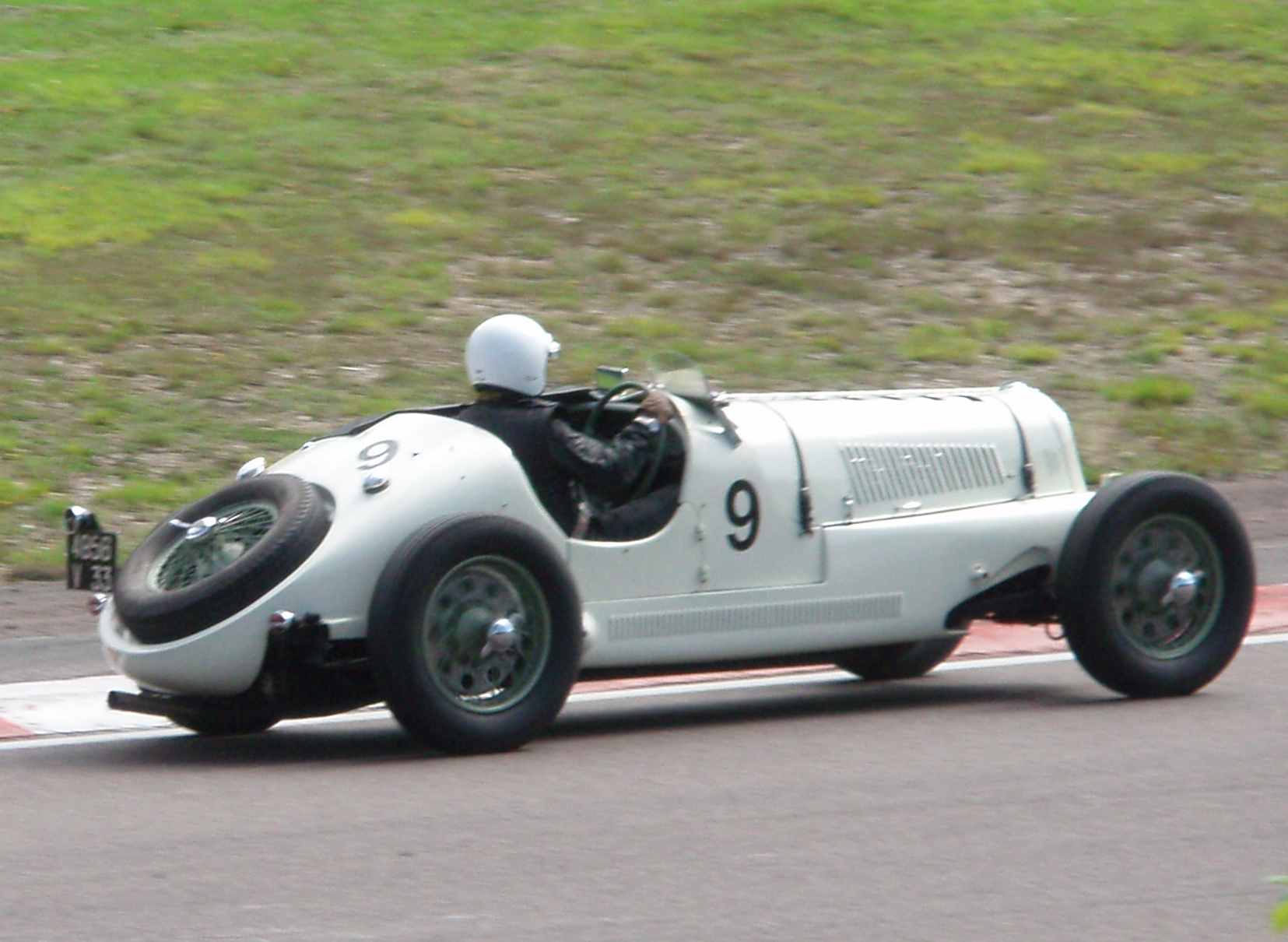
Delahaye 135 compétition 1936.
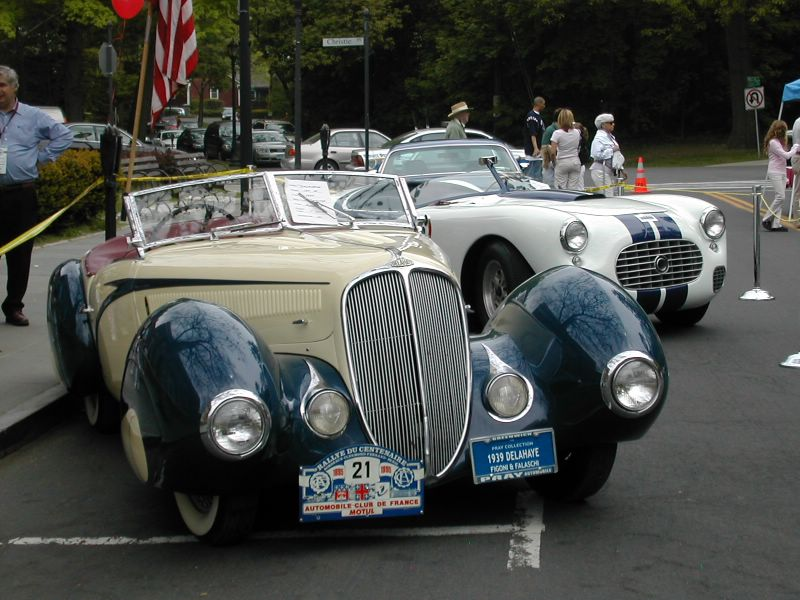
Delahaye 135 M par Figoni & Falaschi, 1939.
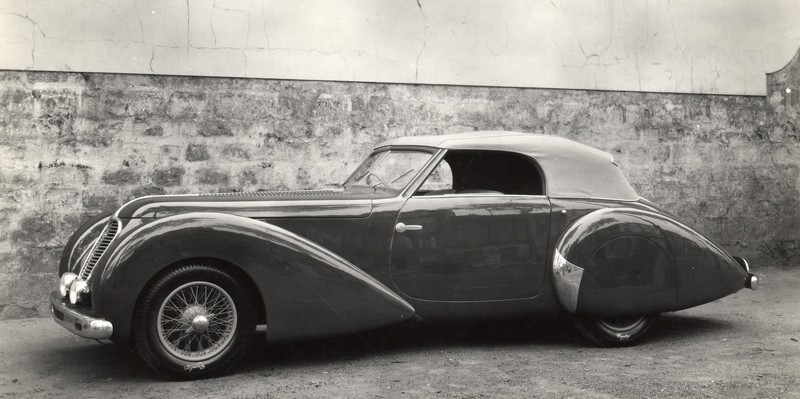
Cabriolet Delahaye 135 MS carrosserie Marcel Pourtout, 1947.
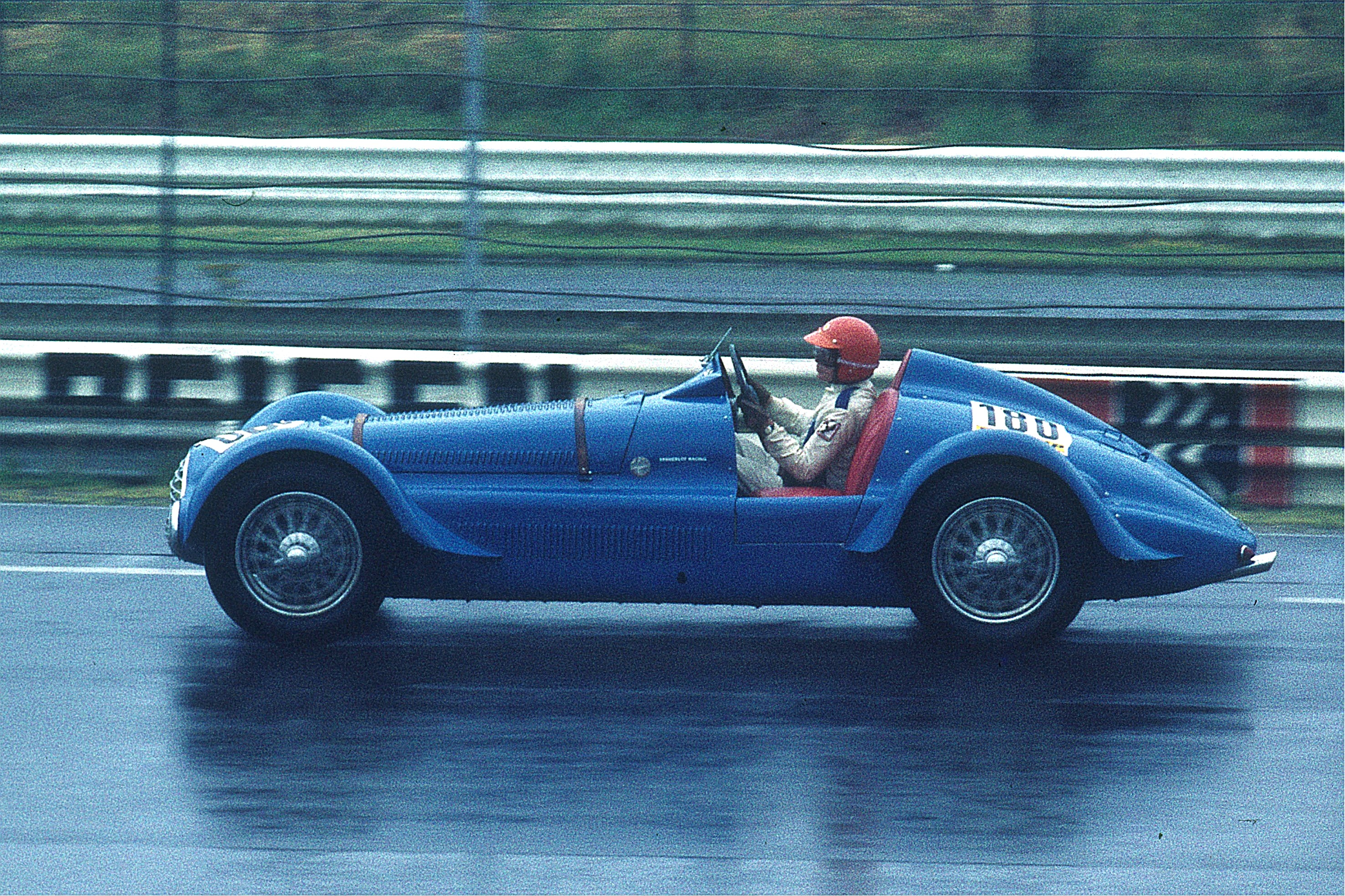
Delahaye 135 MS recarrossée après guerre.
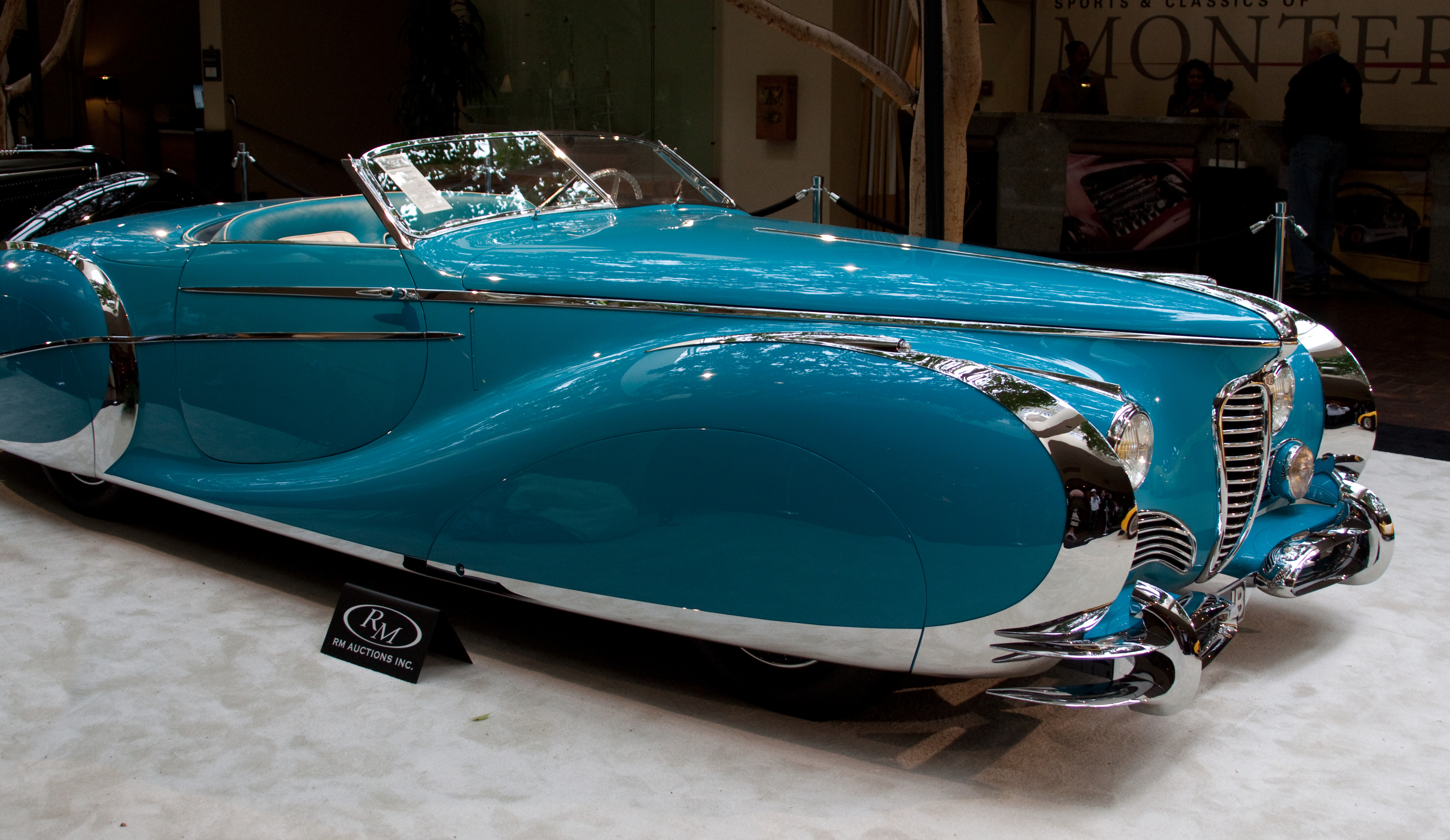
La Delahaye 175S Roadster, imaginée par le carrossier Jacques Saoutchik en 1949

## La compétition

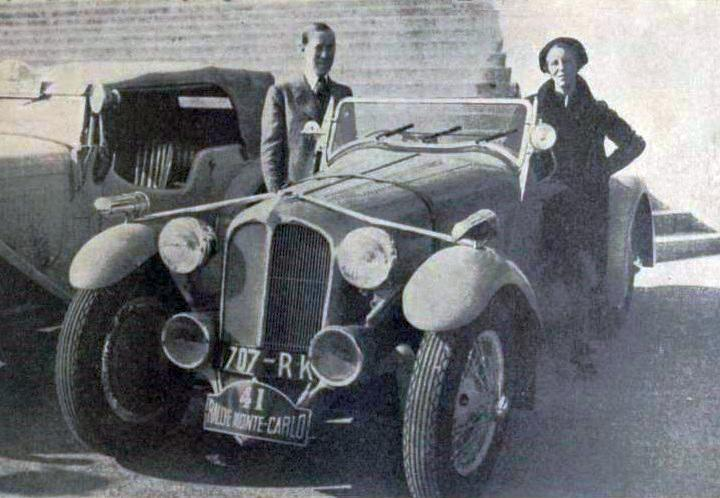
Laury et Lucy Schell, deuxièmes du rallye Monte-Carlo 1936, sur Delahaye 18CV.

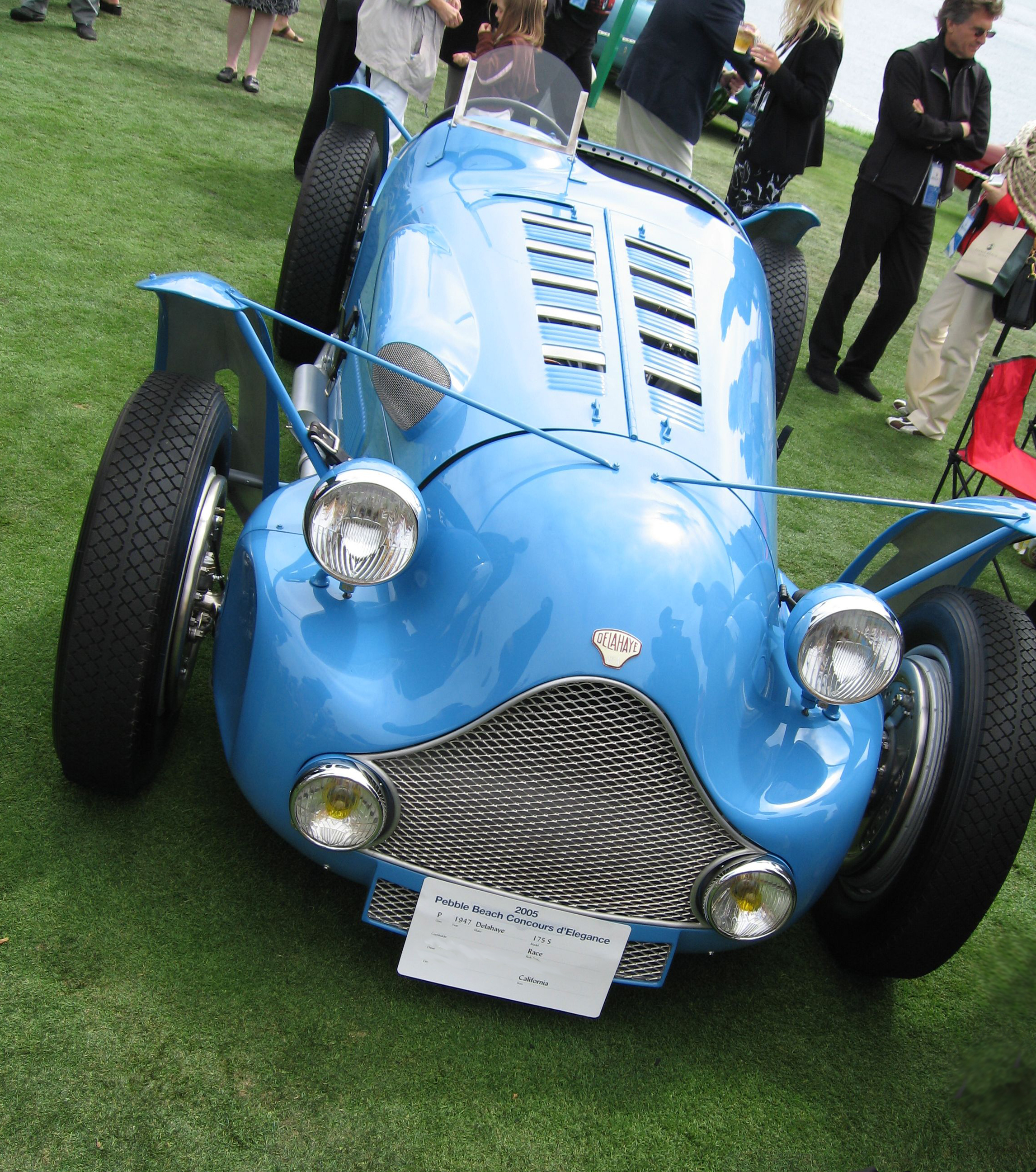
Une Delahaye 175CS (ici de 1947).

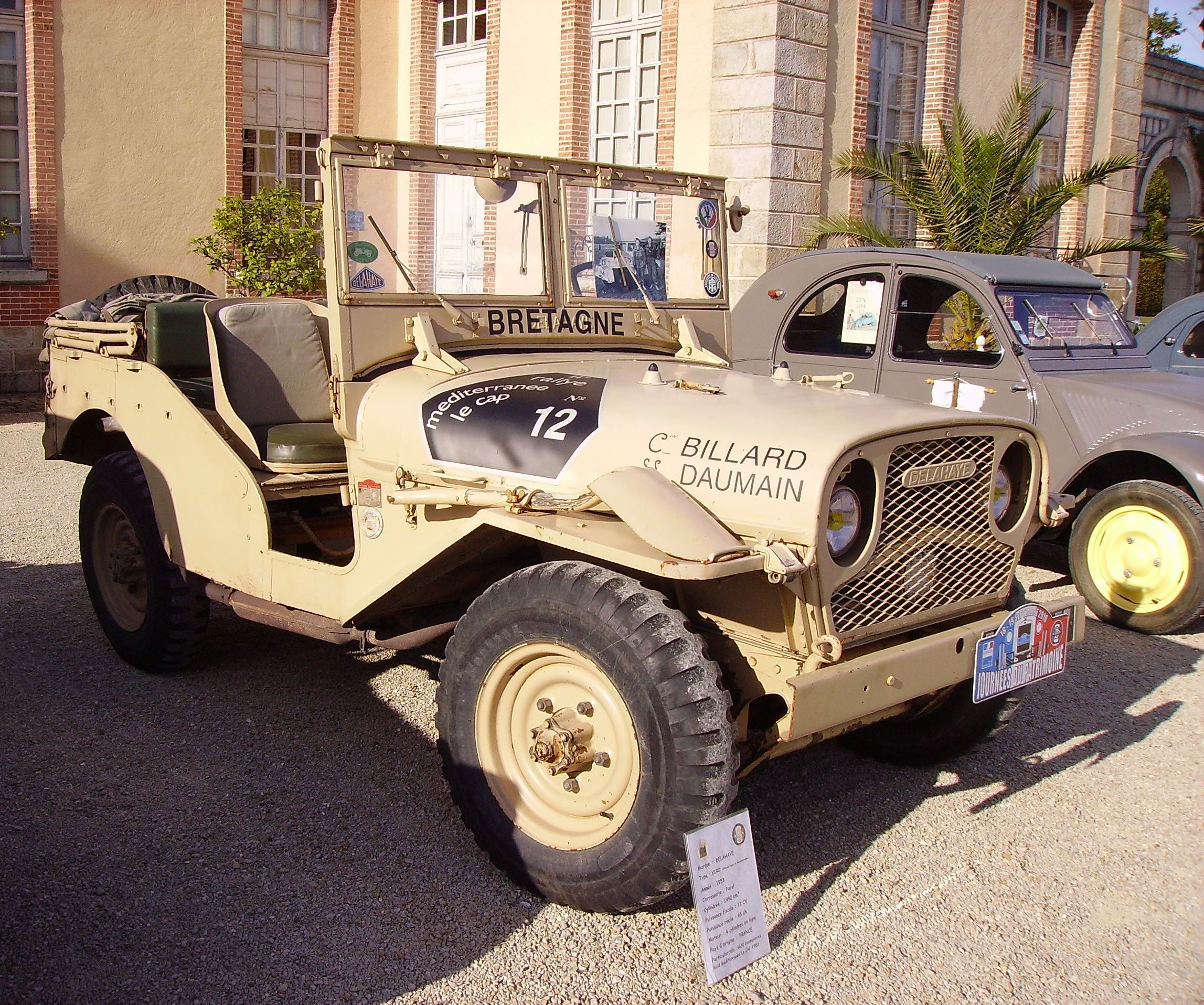
Delahaye VLR ayant participé à un rallye (1953).

Autres victoires et podiums notables en Sport:
- Grand Prix d'Algérie 1934 (Albert Perrot - type 138, de 18CV);
- Circuit d'Orléans 1935 (Perrot - 18CV);
- Grand Prix de la Marne 1935 (Perrot - 18CV);
- Grand Prix d'Algérie 1935 (Georges Soulié - triplé de la marque);

(Nota Bene : l'écurie Lucy O'Reilly Schell obtient alors d'autres résultats probants, Lucy obtenant deux Coupe des dames lors des Critérium Paris-Nice 1934 et 1935, et finissant deuxième du rallye Monte-Carlo 1936 avec son époux Harry.)
 (victoires enregistrées par celle-ci entre 1936 et 1950);
- Grand Prix automobile de Pau 1938 (Dreyfus - type 145 Grand Prix; et pole position, troisième Gianfranco Comotti);
- Grand Prix international de Cork 1938 (Dreyfus - type 145 Grand Prix);
- Grand Prix A.C.F. du Comminges 1949 (Charles Pozzi - type 175CS).

(Nota Bene: également 2e du Grand Prix des Frontières 1938 -Mazaud-, et 4e du Grand Prix d'Allemagne 1939 -Dreyfus-.)

### Records du monde
- les 8 et 9 mai 1934, sur l'autodrome de Linas-Montlhéry (avec Perrot, Dhôme, et Armand Girod, à bord de la type 138 de 18CV) : 4 000 miles[7], 5 000 miles et 48 heures (à plus de 176 km/h de moyenne);
- le 10 mai 1934: 10 000 kilomètres, à la moyenne de 168,5 km/h;
- du 8 au 10 mai 1934: 11 records internationaux, dans la classe de cylindrée.

### Pierrot le Fou
Autre « exploit » (douteux) à mettre au « palmarès » de la marque, la chevauchée furieuse du truand Pierre Loutrel (dit Pierrot le fou), le 26 septembre 1946. Au volant d'une superbe Delahaye (ayant appartenu au consul de Suède à Paris), Loutrel (dont la monture habituelle est plus souvent une Traction Avant 15-6) réussit à exfiltrer ses complices (dont Jo Attia), assiégés dans une guinguette des bords de la Marne (à Champigny) par de très importantes forces de police, dirigées par le préfet Luizet. Ils seront obligés d'abandonner la voiture, trouée comme une passoire par les rafales de mitraillette et tous pneus crevés, mais parviendront quand même à s'enfuir.

## Références

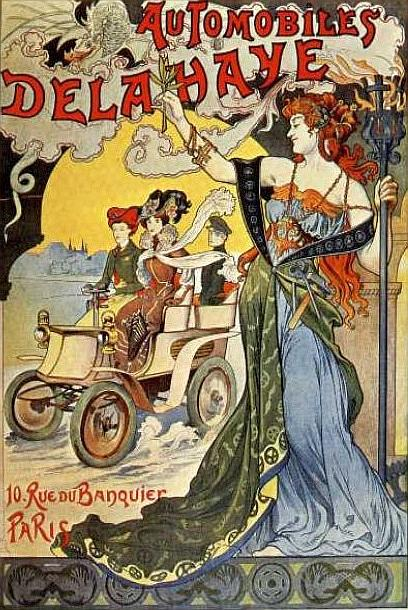
Affiche publicitaire (1908).